# Тмесса
Тмесса (англ. tmessa, tmessa fezzan, tmassah, timissā) — идиом восточноберберской ветви берберо-ливийской семьи языков, распространённый в центральной части Ливии (в пустынных районах Сахары) — в небольшом оазисе Тмесса примерно в 200 км к востоку от города Мурзук (историческая область Феццан, север муниципалитета Мурзук).
Ближайший к ареалу языка тмесса восточноберберский ареал расположен к северу от Тмессы в оазисе Эль-Фукаха (язык или диалект фоджаха).
А. Ю. Милитарёв в статье «Берберо-ливийские языки», опубликованной в Большой российской энциклопедии, приводит язык тмесса наряду с такими восточноберберскими языками, как сиуа, ауджила, сокна, фоджаха, гхадамес и зург (куфра).

В классификации чешского лингвиста Вацлава Блажека (Václav Blažek), составленной на основе работ А. Ю. Милитарёва и А. Ю Айхенвальд, и в классификации британского лингвиста Роджера Бленча (Roger Blench) тмесса вместе с фоджаха выделены как два диалекта, составляющие восточноберберский феццанский язык.
В настоящее время о языке (или диалекте) тмесса нет никаких сведений, возможно, что он уже вымер.